# Монвуазен, Катрин
Катри́н Монвуазе́н (фр. Catherine Montvoisin), урождённая Катрин Деэ́ (фр. Catherine Deshayes), прозванная Ля-Вуазе́н (фр. la Voisin; родилась около 1640 года, Франция — казнена 22 февраля 1680 года, Париж, Франция), — французская авантюристка, замешанная в «деле о ядах» и осуждённая за колдовство.

## Биография
Дочь дворянина Деэ, была повитухой, вышла замуж за некоего Монвуазена, родила дочь и рано овдовела.
Плохой заработок и страсть к кутежам заставили её, в компании с любовником Адамом Кёрэ-Лесажем и священником Даво, сделаться «колдуньей». Ля-Вуазен гадала, предсказывала будущее, вызывала чертей и покойников, устраивала выкидыши и убивала новорождённых, продавала приворотные зелья и яды, в том числе жёнам версальских придворных. Среди клиентов Монвуазен фигурировали имена мадам де Вивон (золовки мадам де Монтеспан, официальной фаворитки короля), графини Суассонской, племянницы покойного кардинала Мазарини, её сестры, герцогини Бульонской, и даже маршала Люксембурга.
Болтливость маркизы Бренвилье раскрыла её закулисную деятельность. В 1679 году она была арестована, согласно предписанию особого трибунала — «Огненной Палаты» (chambre ardente), учреждённого для беспристрастного ведения расследования, и осуждена. Во время пыток она разоблачила целый ряд фамильных секретов высшей аристократии и была сожжена на костре в 1680 году. Тайным приказом короля скандальный процесс был замят.